# Enate
Enate es una localidad española perteneciente al municipio de El Grado, comarca de Somontano de Barbastro, provincia de Huesca, Aragón. En 2018 contaba con 70 habitantes.
El casco urbano se alza sobre una terraza fluvial, en la orilla derecha del río Cinca, por lo que las buenas vistas están aseguradas.
El pueblo tiene un claro carácter defensivo: se encuentra en un alto, vigilando el valle y además en el pasado estuvo amurallada.
La iglesia parroquial, de carácter popular, fue construida en el siglo XVIII con materiales modestos (ladrillo y tapial). A los pies se adosa un paso cubierto que fue puerta del recinto amurallado.
Paseando por la localidad podrás observar los escudos de piedra que se conservan en algunas fachadas. El centro del casco se sitúa en la plaza y la calle de San Valero.
La tradición dice que aquí vivió su vejez y destierro San Valero, y a él se dedicó una calle, el patronazgo de la población y su iglesia.
La localidad cuenta con una importante extensión de viñedos (una de las bodegas de la D.O Somontano toma su nombre del de la localidad y otra bodega, -Otto Bestué- está ubicada aquí, junto a la carretera A-138).

## Monumentos
- Iglesia parroquial de San Valero, siglo xviii.[2][3]